# Lisandra Guerra
Lisandra Guerra Rodríguez (Matanzas, 31 de octubre de 1987) es una ciclista cubana especialista en la pista. Ha sido campeona del mundo en 500 metros contrarreloj, y ganadora de numerosas medallas.

## Palmarés en pista
2005
- - Campeona del mundo júnior en Velocidad 
  - Campeona del mundo júnior en 500 metros contrarreloj 
  - 1ª en los Campeonatos Panamericanos en 500 metros contrarreloj

2006
- - Medalla de oro a los Juegos Centreamericanos y caribeños en Velocidad
  - 1ª en los Campeonatos Panamericanos en 500 metros contrarreloj
  - 1ª en los Campeonatos Panamericanos en Keirin

2007
- - 1ª en los Campeonatos Panamericanos en 500 metros contrarreloj
  - 1ª en los Campeonatos Panamericanos en Velocidad individual

2008
- - Campeona del mundo de 500 metros

2009
- - 1ª en los Campeonatos Panamericanos en 500 metros contrarreloj
  - 1ª en los Campeonatos Panamericanos en Keirin
  - 1ª en los Campeonatos Panamericanos en Velocidad individual

2010
- - 1ª en los Campeonatos Panamericanos en 500 metros contrarreloj
  - 1ª en los Campeonatos Panamericanos en Keirin
  - 1ª en los Campeonatos Panamericanos en Velocidad individual
  - 1ª en los Campeonatos Panamericanos en Velocidad por equipos (con Arianna Herrera)

2011
- - Medalla de oro a los Juegos Panamericanos en Velocidad
  - 1ª en los Campeonatos Panamericanos en 500 metros contrarreloj
  - 1ª en los Campeonatos Panamericanos en Keirin
  - 1ª en los Campeonatos Panamericanos en Velocidad individual

2012
- - 1ª en los Campeonatos Panamericanos en 500 metros contrarreloj

2013
- - 1ª en los Campeonatos Panamericanos en 500 metros contrarreloj
  - 1ª en los Campeonatos Panamericanos en Keirin
  - 1ª en los Campeonatos Panamericanos en Velocidad individual

2014
- - 1ª en los Campeonatos Panamericanos en 500 metros contrarreloj
  - 1ª en los Campeonatos Panamericanos en Velocidad individual

2019
- Juegos Panamericanos
  -  Plata en Keirin

### Resultados a laCopa del Mundo
- 2006-2007
  - 1ª en la Clasificación general y a las pruebas de Moscú y Los Ángeles, en 500 metros
- 2007-2008
  - 1ª en la Clasificación general y a las pruebas de Pekín y Los Ángeles, en 500 metros
- 2008-2009
  - 1ª en Copenhague, en 500 metros
- 2011-2012
  - 1ª en Pekín, en 500 metros